# Circondario di Schleswig-Flensburgo
Il circondario di Schleswig-Flensburgo (danese: Slesvig-Flensborg) è un circondario nello Schleswig-Holstein il land più settentrionale della Germania. Confina con (in senso orario partendo dal sud) i circondari di Rendsburg-Eckernförde, Dithmarschen e Frisia Settentrionale, e con lo Jutland Meridionale della Danimarca, e la città di Flensburgo oltre che con il Mar Baltico.

## Storia
La storia documentata della regione inizia attorno all'800 a.C., quando i Vichinghi danesi fondarono l'avamposto di Haithabu.
Nell'XI secolo la vicina città di Schleswig crescendo prese il posto di Haithabu e divenne lei la più potente nell'area, successivamente con l'espansione di Lubecca avverrà un nuovo cambio di centro nella zona.
L'attuale distretto venne creato nel 1974 dall'unione delle antichi circondari di Flensburg-Land e di Schleswing.
Attualmente la percentuale di popolazione danese nella zona è rilevante sia per la vicinanza e la storica dominazione danese della stessa sia per il vigore commerciale che la zona di confine tiene.

## Geografia fisica
Il distretto è fondamentalmente pianeggiante ed il Schlei, un fiordo nel Mar Baltico, segna il confine meridionale del distretto. Le terre comprese tra il limite settentrionale dello Schlei e la parte sud di Flensburgo sono conosciute con il nome di penisola degli Angli. Gli Angli erano un'antica tribù germanica che popolava la zona prima di emigrare nell'attuale Inghilterra all'inizio del Medioevo.

## Stemma
| Coat of arms | Lo stemma raffigurante due leoni, simbolo del antico duca di Schleswig. Nella parte bassa notiamo una linea azzurra, ondulata, a ricordo del mare, simbolo del Mar Baltico e del fiordo. |

## Città e comuni
(Tra parentesi i dati della popolazione al 31 dicembre 2021)
Comuni e città non appartenenti a comunità amministrative
1. Glücksburg, città (6 326)
2. Handewitt (11 250)
3. Harrislee (11 779)
4. Kappeln, città (8 573)
5. Schleswig, città (25 510)

| Ämter | Ämter | Ämter |
| --- | --- | --- |
| - 1. Arensharde 1. Bollingstedt (1 400) 2. Ellingstedt (733) 3. Hollingstedt (1 017) 4. Hüsby (776) 5. Jübek (2 744) 6. Lürschau (1 081) 7. Schuby (2 728) 8. Silberstedt* (2 401) 9. Treia (1 603) - 2. Eggebek 1. Eggebek* (2 578) 2. Janneby (416) 3. Jerrishoe (1 017) 4. Jörl (802) 5. Langstedt (1 040) 6. Sollerup (477) 7. Süderhackstedt (338) 8. Wanderup (2 613) - 3. Geltinger Bucht 1. Ahneby (195) 2. Esgrus (781) 3. Gelting (2 117) 4. Hasselberg (867) 5. Kronsgaard (247) 6. Maasholm (612) 7. Nieby (123) 8. Niesgrau (516) 9. Pommerby (155) 10. Rabel (631) 11. Rabenholz (280) 12. Stangheck (231) 13. Steinberg (830) 14. Steinbergkirche* (2 763) 15. Sterup (1 370) 16. Stoltebüll (678) - 4. Haddeby 1. Borgwedel (745) 2. Busdorf* (2 074) 3. Dannewerk (1 145) 4. Fahrdorf (2 579) 5. Geltorf (358) 6. Jagel (959) 7. Lottorf (233) 8. Selk (853) | - 5. Hürup 1. Ausacker (526) 2. Freienwill (1 625) 3. Großsolt (1 766) 4. Hürup* (1 255) 5. Husby (2 390) 6. Maasbüll (714) 7. Tastrup (395) - 6. Kappeln-Land 1. Arnis, (città) (268) 2. Grödersby (213) 3. Oersberg (298) 4. Rabenkirchen-Faulück (632) - 7. Kropp-Stapelholm 1. Alt Bennebek (325) 2. Bergenhusen (727) 3. Börm (779) 4. Dörpstedt (577) 5. Erfde (1 972) 6. Groß Rheide (933) 7. Klein Bennebek (527) 8. Klein Rheide (323) 9. Kropp* (6 600) 10. Meggerdorf (682) 11. Stapel (1768) 12. Tetenhusen (956) 13. Tielen (296) 14. Wohlde (501) - 8. Langballig 1. Dollerup (1 047) 2. Grundhof (906) 3. Langballig* (1 597) 4. Munkbrarup (1 149) 5. Ringsberg (539) 6. Wees (2 393) 7. Westerholz (753) - 9. Mittelangeln 1. Mittelangeln* (5 337) 2. Schnarup-Thumby (542) 3. Sörup (4 317) - 10. Oeversee 1. Oeversee (3 473) 2. Sieverstedt (1 644) 3. Tarp* (6 037) | - 11. Schafflund 1. Böxlund (112) 2. Großenwiehe (3 234) 3. Holt (153) 4. Hörup (608) 5. Jardelund (324) 6. Lindewitt (1 967) 7. Medelby (1 000) 8. Meyn (747) 9. Nordhackstedt (497) 10. Osterby (317) 11. Schafflund* (2 851) 12. Wallsbüll (932) 13. Weesby (436) - 12. Südangeln 1. Böklund* (1 673) 2. Brodersby-Goltoft (671) 3. Havetoft (919) 4. Idstedt (908) 5. Klappholz (477) 6. Neuberend (1 157) 7. Nübel (1 297) 8. Schaalby (1 586) 9. Stolk (846) 10. Struxdorf (679) 11. Süderfahrenstedt (471) 12. Taarstedt (927) 13. Tolk (1 017) 14. Twedt (505) 15. Uelsby (426) - 13. Süderbrarup 1. Böel (711) 2. Boren (1 147) 3. Loit (265) 4. Mohrkirch (970) 5. Norderbrarup (666) 6. Nottfeld (113) 7. Rügge (236) 8. Saustrup (202) 9. Scheggerott (363) 10. Steinfeld (816) 11. Süderbrarup* (5 249) 12. Ulsnis (671) 13. Wagersrott (227) |
| *Sede della comunità amministrativa | | |